# オーギュスト＝バルテルミー・グレーズ
オーギュスト＝バルテルミー・グレーズ（Auguste-Barthélemy Glaize、1807年12月15日 - 1893年8月8日）は、フランスの画家、版画家である。歴史や宗教を題材にした作品を含むさまざまな分野の作品を描いた。

## 略歴
フランス南部のモンペリエで生まれた。パリで美術学校を開いていたアシル・ドゥヴェリア（1800-1857）とウジェーヌ・ドゥヴェリア（1805-18650）に学んだ。1836年からパリのサロンに出展するようになり、その後はパリで活動した。
歴史を題材にした作品や風俗画などを描いた後、宗教的な題材の作品を描き、1870年代にいくつかのパリの教会の壁画、祭壇画も描いた。
グレーズの描いた宗教画には裸の女性など官能的な表現や反体制的な要素も含まれていたとされ、当時の宗教指導者からは批判を受けたとされる。文学者のアルフレッド・デ・エサール（Alfred des Essarts: 1811–1893)から、技巧を賞賛されながら冒涜的な表現として批判的な評価を受けた。
パリで85歳で亡くなった。息子のレオン・グレーズ（Léon Glaize: 1842-1932）も、父親に学び、父親と似たスタイルの画家になった。美術教師としても働き、グレーズが教えた学生にはオーギュスタン・テオデュール・リボー（1823-1891）らがいる。

## 作品

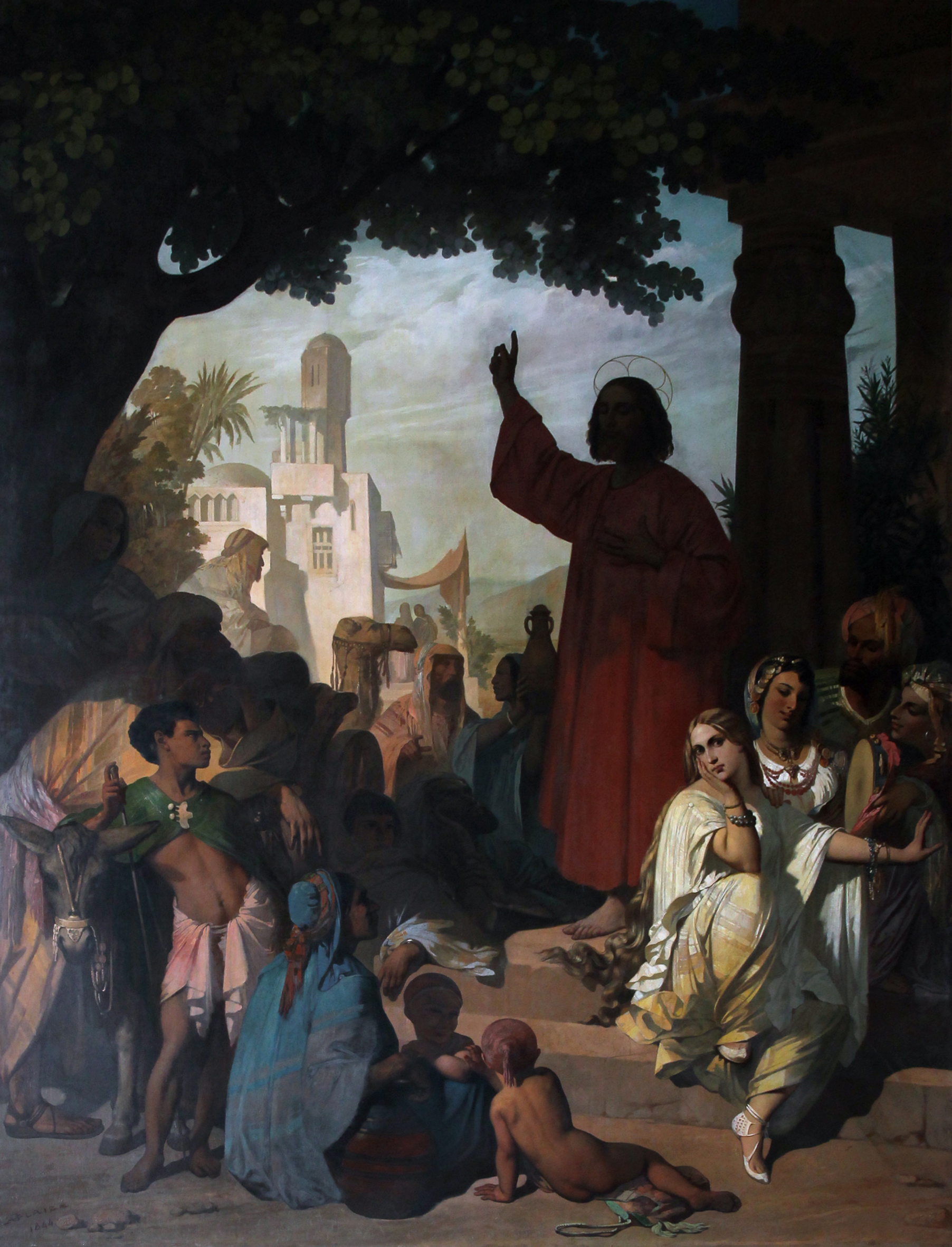
マグダラのマリアの回心 (1844) ノジャン＝シュル＝セーヌのサン＝ローラン教会
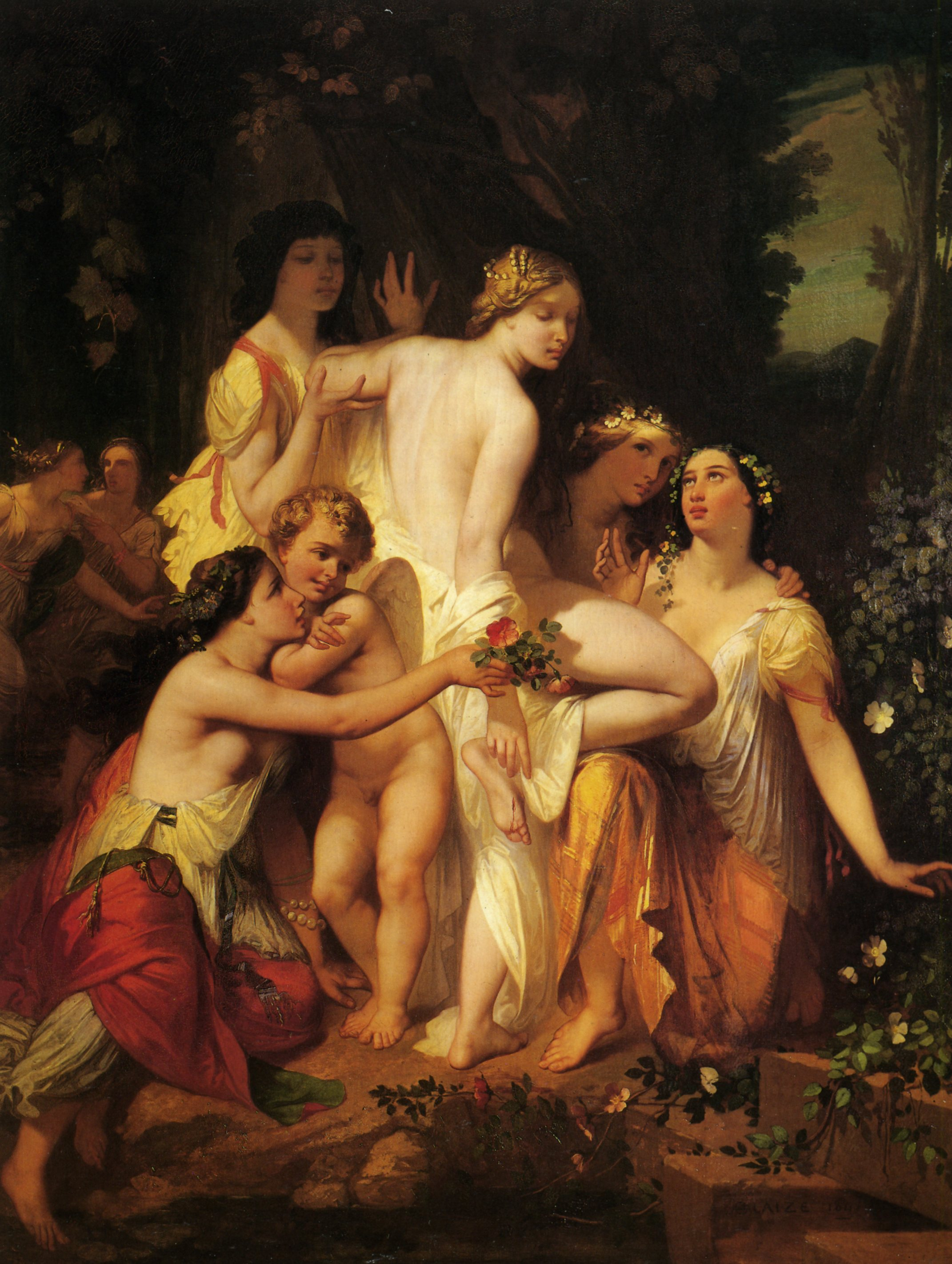
"Le sang de Vénus" (1845) ファーブル美術館
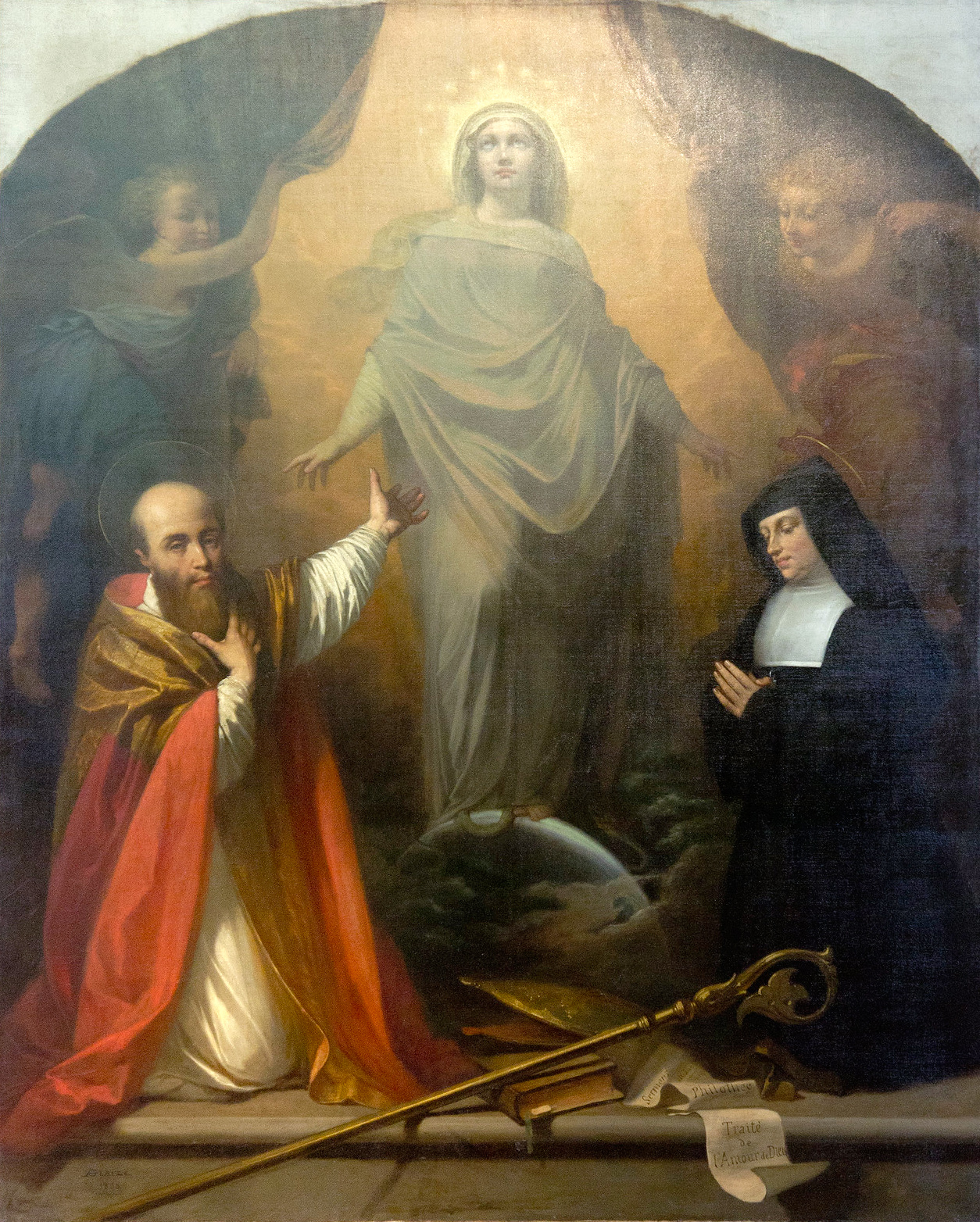
無原罪の御宿り (1853) Musée des Beaux-Arts de Brest

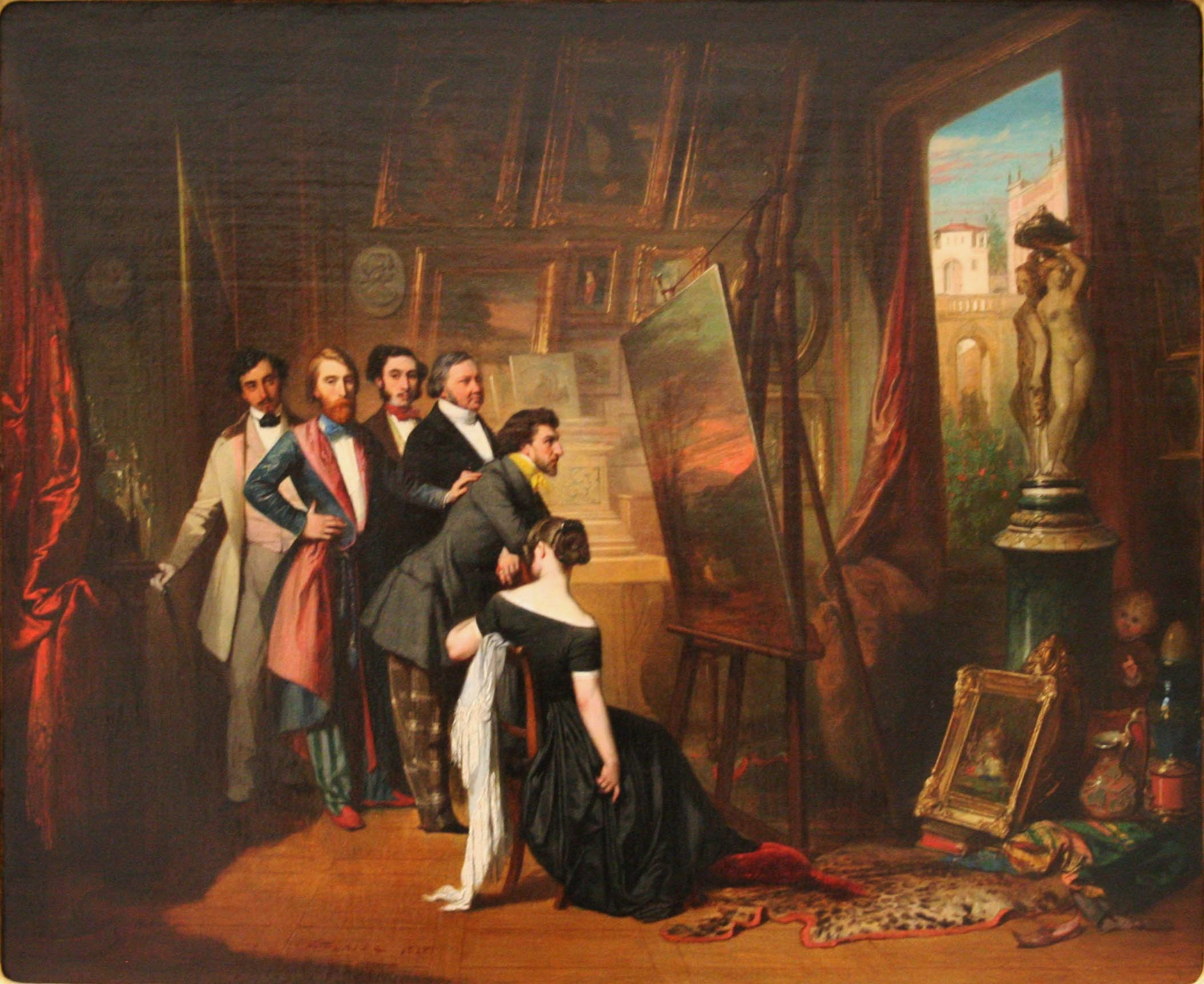
美術収集家アルフレッド・ブルヤスの事務所 (1848) ファーブル美術館
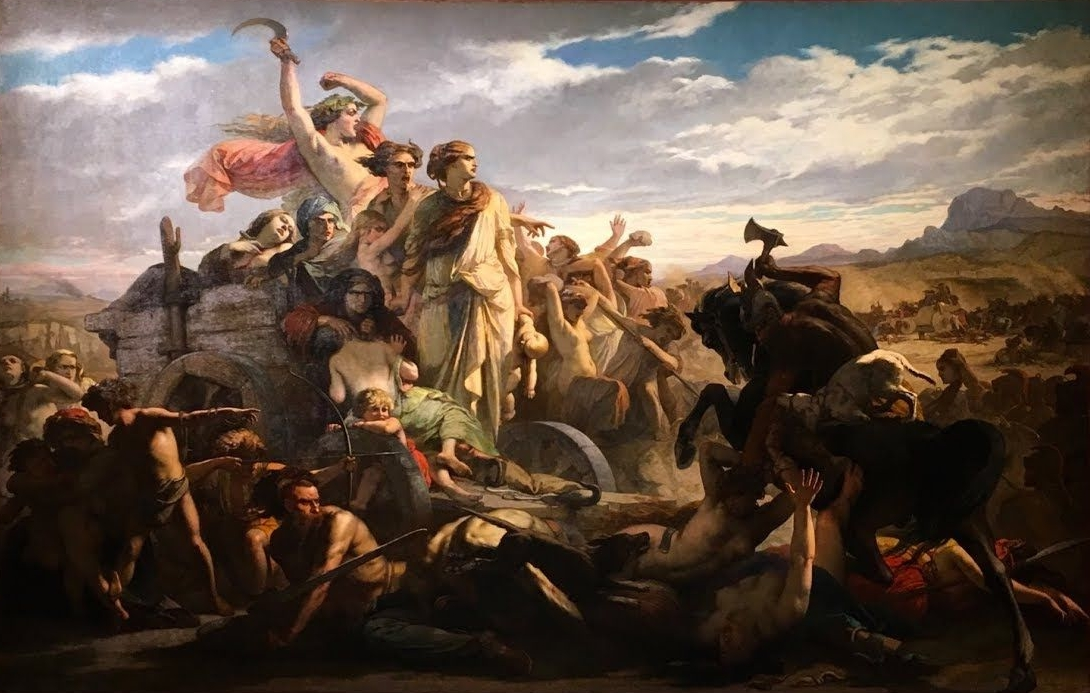
『ガリア人の女性たち、ローマ人侵入の挿話』(1851) オルセー美術館
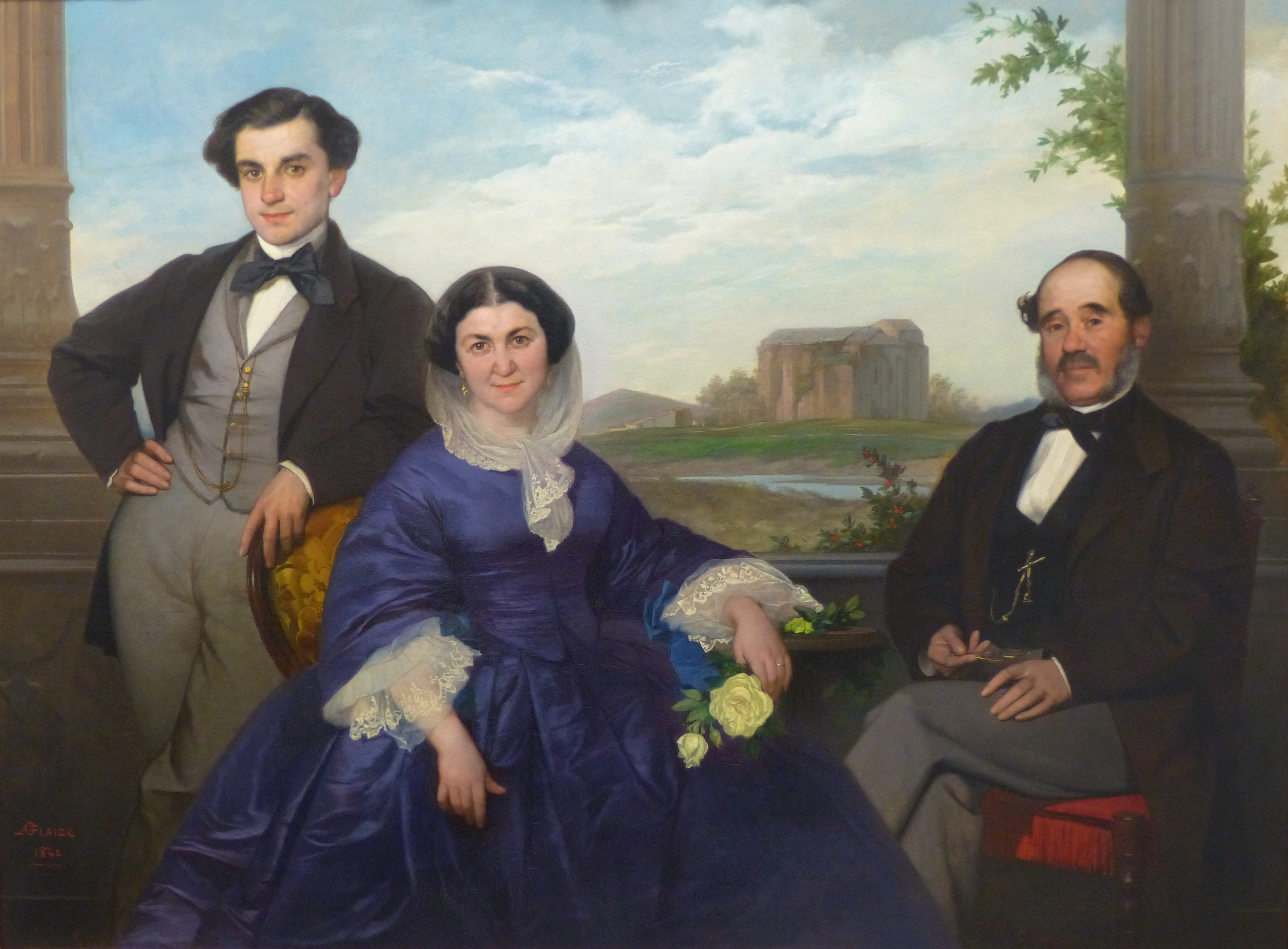
モンペリエの弁護士 Frédéric Fabrègeと家族の肖像画 (1864) ファーブル美術館